# Venta de Piqueras
La Venta de Piqueras es una localidad perteneciente al municipio de Lumbreras de Cameros (La Rioja, España). También se le conoce como Venta de la Luz, por el santuario de la Virgen de la luz, o Venta de Pineda, por los prados y bosques de pinos que la rodean.

## Geografía
La Venta de Piqueras se encuentra enclavado en la Sierra Cebollera a 1341 m s. n. m. Se comunica con Lumbreras de Cameros a través de 9,9 km por la  N-111  en dirección a Soria.

## Demografía
La Venta de Piqueras se encontraba despoblado a 1 de enero de 2021.

## Lugares de interés

### Edificios religiosos
- Ermita de la Virgen de la Luz: Ermita de mampostería de piedra, donde se honra a la Virgen con la advocación de la Virgen de la Luz. En ella se encuentra la imagen de la Virgen de la Luz, gótica del siglo XIV.
- Crucero: Rollo jurisdiccional erigido en 1580 para significar la autoridad de los alcaldes de la Hermandad de las trece Villas.[1]

### Edificios civiles
- Centro de la Trashumancia: Inaugurado en 2001, se encuentra al lado de la ermita de la Virgen de La Luz. Compagina su actividad como Museo y como Aula Didáctica.

## Fiestas y tradiciones
- Romería de la Luz: Se realiza el tercer domingo de junio. La organiza la Hermandad de las Trece Villas, suben hasta la Venta de Piqueras los habitantes de Lumbreras, San Andrés y El Horcajo, pero también de todos los municipios del Camero Nuevo, y se honra a la Virgen de la Luz. Se dice misa sobre un altar de piedra y se reparte la "Caridad", un bollo de pan con carne de carnero.[1]